# Krestena
Krestena  este un oraș în Grecia în prefectura Elida.